# Chutes du Carbet
Pour les articles homonymes, voir Carbet.
Les chutes du Carbet sont trois chutes d’eau situées sur le cours de la rivière du Grand Carbet. Elles sont situées sur le territoire de la commune de Capesterre-Belle-Eau sur l’île de Basse-Terre dans le Parc national de la Guadeloupe, dans la forêt humide au pied du volcan de la Soufrière. 
En 1493, Christophe Colomb les décrit dans son carnet de bord, L'île de Caloucaera "Karukera" (nom donné par les Caraïbes « l'île aux belles eaux ») fut rebaptisée « Santa Maria de Guadalupe de Estremadura », pour honorer une promesse (donner le nom de leur monastère à une île) faite à des religieux lors d'un pèlerinage qu'il avait accompli dans la région d’Estrémadure en Espagne au couvent de « Santa Maria de Guadalupe de Estremadura ». 
Elles sont l'un des sites les plus visités de l'île avec environ 400 000 visiteurs par an.

## Description
La première chute, la plus haute, mesure 115 mètres de haut, on y accède par un long sentier escarpé. La source du Carbet se situe à deux kilomètres en amont de celle-ci, à 1300 mètres d’altitude.
Du haut de ses 110 mètres, la deuxième chute est la plus touristique des trois, du fait de son accessibilité. On la rejoint par un sentier bétonné et très bien aménagé. La dernière chute mesure 20 mètres de haut. Seuls les randonneurs expérimentés pourront jouir de cette chute qui a le débit le plus élevé de Guadeloupe.

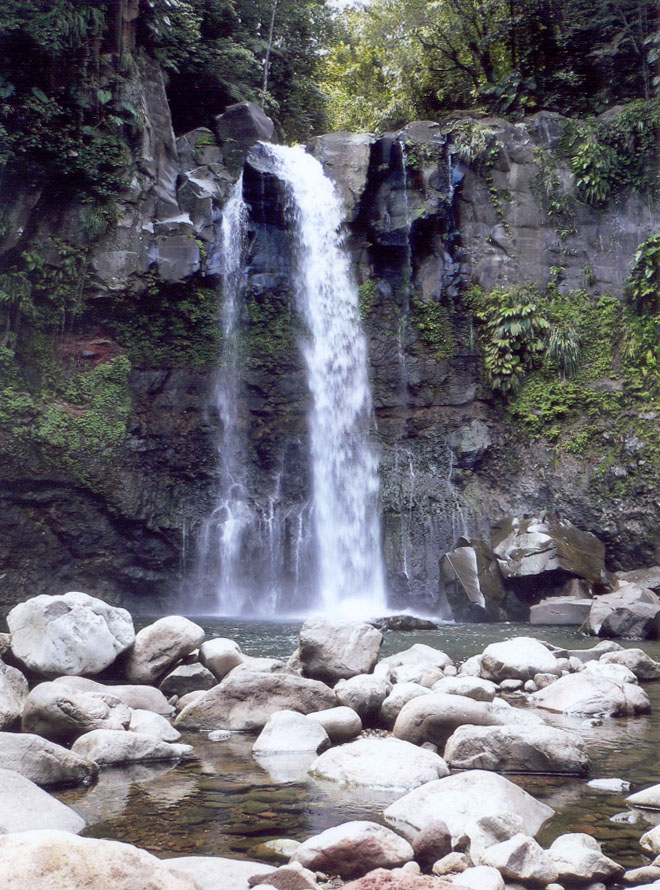
Troisième chute du Carbet

## Actualité
À la suite du tremblement de terre de 2004, des centaines de mètres cubes de roche se sont détachés de la paroi de la deuxième chute. Les autorités ont dû depuis, pour des raisons évidentes de sécurité, interdire l'accès au pied de la chute ainsi qu'au pont situé juste en aval de la chute. Les pluies diluviennes de 2005 n'ont rien arrangé au problème, rendant le terrain encore plus instable.
Il en est de même pour la troisième chute : la partie finale du sentier a été emportée par un éboulement (la chute n'est en conséquence plus visible du tout), l'accès à la chute étant désormais interdit par un arrêté municipal de 2008.
Le bassin des chutes 1 et 2 du Carbet n'existe plus à cause d'un éboulement dû aux pluies en novembre 2009.
Depuis 2007 et la signature d'une délégation de service public, l'accès aux chutes du Carbet est devenu payant à partir de l'aire d'accueil des Chutes du Carbet, mais si l'on gare son véhicule en venant de Capesterre-Belle-Eau, elles restent gratuites.